# شيرين آب (مازو)
شیرین آب (بالفارسية: شیرین آب) هي قرية تقع في قسم مازو الريفي، بمقاطعة أنديمشك التابعة لمحافظة خوزستان، إيران. يقدر عدد سكانها بـ 117 نسمة حسب الإحصاء السكاني الذي تمّ في عام 2006.